# Wasserorgel von Dion

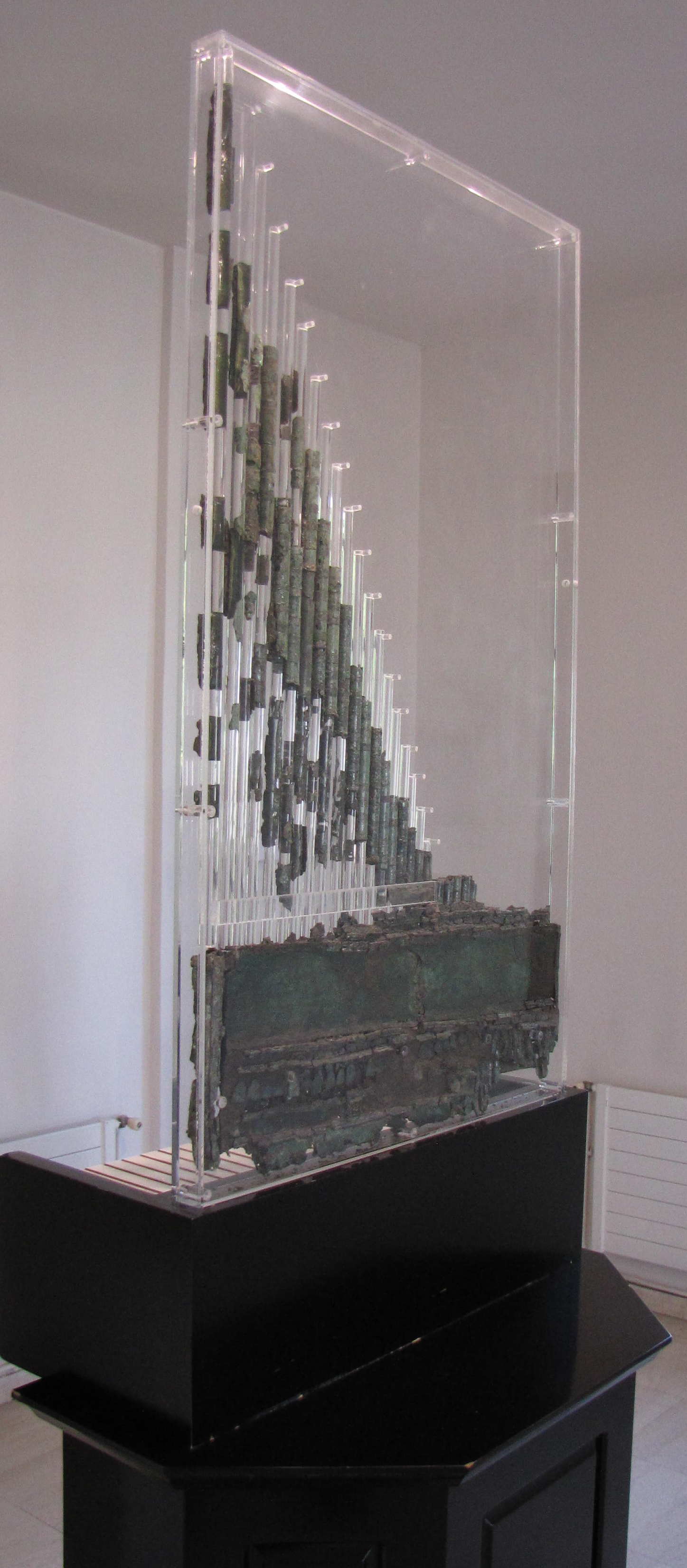
Wasserorgel von Dion

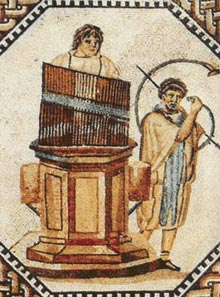
Abbildung einer antiken Wasserorgel. Mosaik in der römischen Villa von Nennig.

Die Wasserorgel von Dion, auch Hydraulis von Dion genannt (griechisch Ύδραυλις του Δίου Ídraulis tou Díou), ist das älteste bisher entdeckte Hydraulis-Musikinstrument und gilt als das älteste Tasteninstrument der Welt. Der Fund wurde auf das 1. Jahrhundert v. Chr. datiert und befindet sich als Exponat im Archäologischen Museum Dion in der griechischen Region Zentralmakedonien.

## Das Instrument
Bei Wasserorgeln, den ältesten orgelartigen Instrumenten, wird durch einen Luftbehälter, der sich in einem Wasserbehälter befindet, ein konstanter Druck erzeugt. Über eine Tastatur werden Ventile geöffnet, wodurch Luft in die betreffende Orgelpfeife strömt und dort einen Ton erzeugt. Jede Pfeife hat eine bestimmte Tonhöhe.
Die Hydraulis von Dion ist 120 cm hoch und 70 cm breit. 24 Pfeifen mit einem Durchmesser von 18 mm und 16 engere Pfeifen mit etwa 10 mm Durchmesser sind in zwei Reihen angeordnet. Sie waren mit silbernen Ringen verziert. Der Körper der Orgel war mit silbernen Streifen und mehrfarbigen, rechteckigen Glasornamenten dekoriert. Das Instrument ist von der Bauweise her zwischen der von Heron von Alexandria und der von Vitruv beschriebenen Wasserorgel einzuordnen.

## Grabungsgeschichte
Zu Beginn der 1980er Jahre wurde der Bereich östlich der Hauptstraße des antiken Dion entwässert. Der benachbarte Fluss hatte Teile der Ausgrabungsstätte dauerhaft überflutet. In diesem Bereich, östlich der Hauptstraße, wurden im Sommer 1992 geplante Ausgrabungen unter der Leitung von Dimitrios Pandermalis durchgeführt. Dabei wurden gegenüber der Villa des Dionysos die Grundmauern eines Gebäudes freigelegt. Am Morgen des 19. August 1992 fanden Archäologen Stücke kleiner kupferner Röhrchen. Im Weiteren fanden sie eine größere, rechteckige kupferne Platte. Die einzelnen Fundstücke waren teilweise durch den verdichteten Boden miteinander verbunden. Nachdem die Bedeutung des Fundes erkannt war, wurde die Erde weiträumig abgetragen und zur weiteren Bearbeitung in die Werkstätten verbracht. Nach der Reinigung der Einzelteile war zu erkennen, dass es ein Musikinstrument, eine Wasserorgel, war.

## Nachbau
Mit Unterstützung des griechischen Ministeriums für Kultur und Sport und der Hilfe von Dimitrios Pandermalis wurde im European Cultural Centre of Delphi 1995 mit einer Rekonstruktion der Wasserorgel begonnen. Man hielt sich an antike Aufzeichnungen und an das in Dion ausgegrabene Original. 1999 wurde das Instrument fertiggestellt.